# Sant Roc (metropolitana di Barcellona)
Sant Roc è una stazione della linea 2 della metropolitana di Barcellona e della linee T5 del Trambesòs, situata sotto e lungo l'Avinguda del Marquès de Mont-roig nel quartiere di Sant Roc di Badalona.
La stazione della metropolitana fu inaugurata nel 1985 assieme all'estensione della L4 fino a La Pau. Nel 2002, la stazione passò a servire la L2.
L'8 settembre 2007 con l'espansione del Trambesòs venne inaugurata la stazione del Tram lungo l'Avinguda del Marquès de Mont-roig. Nel periodo compreso tra il 15 luglio 2008 e il 2012 la stazione fu servita anche dalla linea T6.

## Accessi alla metropolitana
- Avinguda del Marquès de Mont-roig